# Craugastor megalotympanum
Espèce
Synonymes
- Eleutherodactylus megalotympanum Shannon & Werler, 1955

Statut de conservation UICN

 EN  : En danger
Craugastor megalotympanum est une espèce d'amphibiens de la famille des Craugastoridae.

## Répartition
Cette espèce est endémique du Veracruz au Mexique. Elle se rencontre dans la Sierra de los Tuxtlas.

## Publication originale
- Shannon & Werler, 1955 : Notes on amphibians of the Los Tuxtlas. Range of Veracruz Mexico. Transactions of the Kansas Academy of Science, vol. 58, p. 360–386.